# Zastava Egipta
Zastava Egipta usvojena je 4. listopada 1984.
Trobojnica je crvene, bijele i crne boje sa Saladinovim orlom u sredini.
Crvena simbolizira borbu protiv britanskog kolonijalizma, bijela revoluciju 1952., a crna kraj britanske vlasti i monarhije.
Boje su postale panarapske; nalaze se i na zastavama Jemena i Iraka. Samo je amblem u sredini drugačiji.